# Radio4TNG
Radio4TNG ist ein privates Schweizer Jugendradio. Das Programm wird aus Oberwinterthur gesendet. Es wird ausschliesslich von Jugendlichen und jungen Erwachsenen produziert. Über DAB+ ist das Radio in den Regionen Zürich, Winterthur, Schaffhausen, Rapperswil und Baden empfangbar. Ausserdem ist es via Webseite und App hörbar. Gespielt wird ein Mix aus Pop, Indie, Elektro, Hip-Hop und Rap.

## Geschichte
Gegründet wurde der Verein, der das Radio trägt, am 25. Mai 2013. Er beschäftigte sich damit, das Equipment für das Radio zu beschaffen. Aufgrund des praktisch zeitgleichen Umbaus des Radio 24-Studio 1 konnte der Verein das gesamte Studio übernehmen. Am 3. Juli 2013 begannen die Bauarbeiten in der Freizeitanlage Holzlegi in Winterthur. Diese wurden Mitte August abgeschlossen und das Radio konnte am 18. August 2013 um 0 Uhr auf Sendung gehen. Zunächst war das Jugendradio nur via Internet empfangbar. 
Im Februar 2014, April 2015 und Juni/Juli 2016 war es während je einem Monat in der Region Winterthur über UKW hörbar. Ab September 2014 war das Jugendradio zunächst in der Region Zürich, ab Juni 2016 dann auch in der Region Winterthur via DAB+ empfangbar. Später folgte ein Ausbau Richtung Schaffhausen, Baden und Rapperswil.
2015 zügelte das Jugendradio aus der Holzlegi ins alte Busdepot am Deutweg. Dort blieb es bis 2018. Danach zog es in ehemalige Räumlichkeiten der SBB am Bahnhof Oberwinterthur.

## Programm
Das Programm des Senders besteht aus Nonstop-Musik für die Zielgruppe und Schwerpunktsendungen am Abend, darunter für den Feierabend, Konzerte oder Indie-Musik.